# Hosea Moffitt
Hosea Moffitt (* 17. November 1757 in Stephentown, Provinz New York; † 31. August 1825 ebenda) war ein US-amerikanischer Jurist und Politiker. Zwischen 1813 und 1817 vertrat er den Bundesstaat New York im US-Repräsentantenhaus.

## Werdegang
Hosea Moffitt wuchs während der britischen Kolonialzeit auf. Während des Unabhängigkeitskrieges diente er als Ensign und später als Lieutenant im Zweiten Rensselaerwyck Bataillon des vierten Regiments der Albany County Miliz. Er war 1791 Friedensrichter und in den Jahren 1791 und 1797 Stadtschreiber (town clerk). In den Jahren  1794, 1795 und 1801 saß er in der New York State Assembly. Er wurde am 22. März 1806 zum Brigadegeneral in der Miliz ernannt. Zwischen 1806 und 1809 war er Town Supervisor in Stephentown. Er war dann in den Jahren 1810 und 1811 Sheriff im Rensselaer County. Politisch gehörte er der Föderalistischen Partei an.
Bei den Kongresswahlen des Jahres 1812 für den 13. Kongress wurde er im zehnten Wahlbezirk von New York in das US-Repräsentantenhaus in Washington, D.C. gewählt, wo er am 4. März 1813 die Nachfolge von Silas Stow antrat. Nach einer erfolgreichen Wiederwahl im Jahr 1814 schied er nach dem 3. März 1817 aus dem Kongress aus.
Moffitt war 1815 Mitglied im Vorstand (Board of Managers) der Rensselaer County Bible Society. Er verstarb am 31. August 1825 in Stephentown und wurde dann dort auf dem Old Presbyterian Cemetery auf „Presbyterian Hill“  bei Garfield beigesetzt.

## Familie
Er war mit Elizabeth Hall (1759–1839), Tochter von Martha Brown und Rowland Hall, verheiratet. Das Paar hatte sieben gemeinsame Kinder:
- Erastus Moffitt (1782–1797)
- Ebenezer Moffitt (* 1783)
- Claudius Moffitt (1787–1858)
- Sally Moffitt (1791–1817)
- Guy Moffitt (1794–1859)
- George C. Moffitt (* 1798)
- Jay Moffitt (1799–1841)